# Hogesnelheidslijn Parijs - Straatsburg
De spoorlijn Parijs - Straatsburg, ook LGV Est, is een Ligne à Grande Vitesse (LGV) tussen Vaires-sur-Marne bij Parijs en Vendenheim nabij Straatsburg in het oosten van Frankrijk. De aanleg van de lijn is verdeeld in twee fases waarvan de eerste fase is gerealiseerd in 2007, de tweede in 2016. De lijn is 406 km lang en heeft als lijnnummer (RFN) 005 000.

## Beschrijving

### Fase 1
Fase 1 is een 300 km lang tracé van Vaires-sur-Marne (Seine-et-Marne) bij Parijs naar Baudrecourt (Moselle), waar het aansluit op de conventionele spoorlijnen Metz-Saarbrücken en Metz-Strasbourg. Op 3 april 2007 haalde een gemodificeerd TGV-treinstel tijdens testritten een snelheid van 574,8 km/h, een nieuw snelheidsrecord voor spoorvoertuigen. De lijn werd op 10 juli 2007 geopend.
In juni 2010, drie jaar na de opening, hadden reeds 36 miljoen reizigers gebruikgemaakt van de LGV Est. Dit komt neer op een 12 miljoen reizigers per jaar tegenover de 6,9 miljoen reizigers die in 2004 gebruik maakten van de klassieke spoorlijn.

### Fase 2

Fase 2 is een 106 km lang tracé van Baudrecourt naar Vendenheim (Bas-Rhin) bij Straatsburg. De lijn werd op 11 december 2016 in gebruik genomen. Hierdoor verkortte de reistijd van Parijs naar Straatsburg met 30 minuten. Bij Baudrecourt werd een aansluiting gerealiseerd van en naar Metz. Hierdoor kunnen de treinen vanuit Metz en Luxemburg naar Straatsburg de LGV Est gebruiken.

#### Gevolgen treindienstregeling
Met de opening van de tweede fase werd het regionaal TER Lorraine-treinnet aangepast. Tot dan werd in tegenstelling tot de andere TER-spoornetten in afwachting van de HSL-verlenging nog niet overgegaan tot klokvaste treindiensten. De huidige internationale EuroCity-treinen Brussel - Luxemburg - Straatsburg - Bazel zullen opgeheven worden. Er komt een rechtstreekse TGV Straatsburg - Brussel via de hogesnelheidslijn langs Parijs. De TGV-treinen komende vanuit Marseille en Montpellier die nu eindigen in Straatsburg zullen via de nieuwe HSL doorrijden naar Luxemburg.

### Spoorwegongeval Eckwersheim
Op 14 november 2015 ontspoorde de testtrein in Eckwersheim. Ten behoeve van de test reed deze trein met een snelheid 10% hoger dan de maximaal toegelaten baanvaksnelheid, met het veiligheidsprincipe dat er geen problemen mogen voorkomen op deze snelheid. Er waren 11 doden en 37 gewonden. Hierdoor werd de verlenging niet, zoals voorzien, op 3 april 2016 geopend, maar pas op 11 december van dat jaar. Als gevolg van de ontsporing moest de spoorlijn opnieuw getest en gecertificeerd worden.

### Vertakkingen

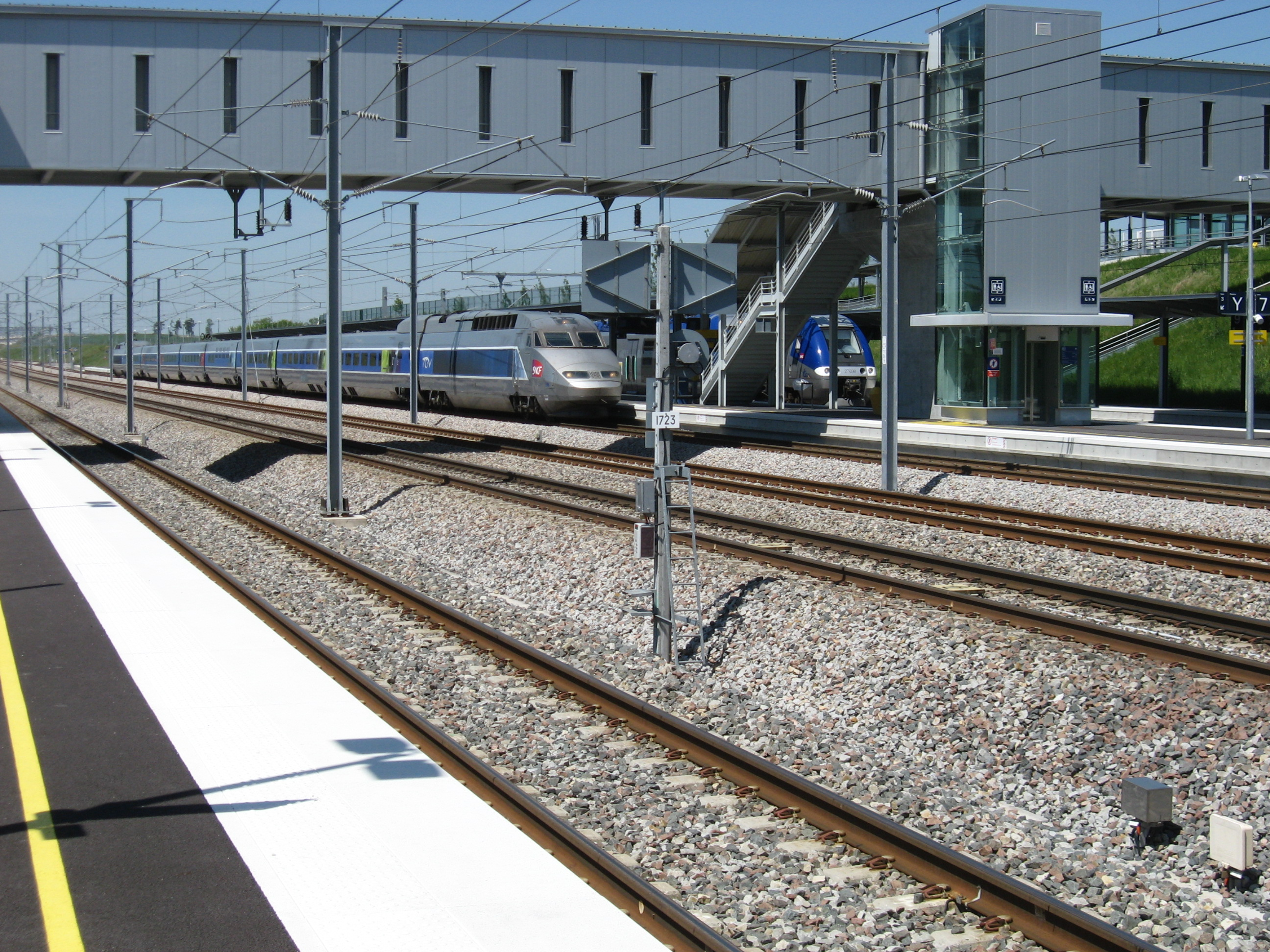
Champagne Ardenne met TGV en aansluitende TER

- De LGV Est kruist de LGV Interconnexion Est ten oosten van Parijs, en er zijn aansluitingen naar het noorden (Charles de Gaulle, LGV Nord) en het zuiden (Marne-la-Vallée - Chessy, LGV Sud-Est en LGV Atlantique).
- Bij het station Champagne-Ardenne TGV takken de TGV's naar Reims Centre en Charleville-Mézières af van de LGV Est. Het TGV-station is via een aansluiting bereikbaar voor regionale treinen, die daar aparte kopsporen en eigen perrons hebben. Hierdoor zijn er goede aansluitingen tussen de TGV's en de regionale treinen.[5] Ook heeft het station een tramhalte aan tramlijn B van de Tram van Reims, die dit station met het station Reims verbindt.
- Bij de kruising van de spoorlijn Reims Châlons-en-Champagne is er een aansluiting naar Châlons gelegen aan de hoofdlijn Paris - Nancy - Strasbourg. Via deze aansluiting worden diensten gereden van Parijs naar Châlons, Vitry-le-François en Bar-le-Duc.
- Bij de kruising van de spoorlijn Metz-Nancy zijn er aansluitingen met deze lijn voor zowel Metz als Nancy. Doorgaande diensten naar Luxemburg rijden via Metz.
- Voor doorgaande diensten naar Frankfurt is er een aansluiting bij Baudrecourt op de internationale spoorlijn van Metz naar Saarbrücken. Op deze lijn rijden naast de TGV-treinstellen ook de Duitse ICE-treinen naar Parijs.
- Voorbij Baudrecourt rijden de TGV's vanaf 11 december 2016 op de verlengde LGV naar Straatsburg. Na Straatsburg steken sommige TGV's de Rijn over, gaan over regulier spoor naar Karlsruhe en rijden via een Duitse HSL-lijn door naar Stuttgart. Eén TGV rijdt helemaal door tot München.

In de volgende plaatsen is een aansluiting op de volgende spoorlijnen:
Vaires-Torcy
RFN 070 000, spoorlijn tussen Noisy-le-Sec en Strasbourg-Ville
LGV Interconnexion Est
RFN 226 321, raccordement van Messy
RFN 226 320, raccordement van Annet
Ocquerre
RFN 072 311, raccordement van Ocquerre
Champagne-Ardenne TGV
RFN 005 315, raccordement van Trois-Puits
Saint-Hilaire-au-Temple
RFN 005 329, raccordement van Châlons Nord
RFN 005 330, raccordement van Châlons Sud
Vandières
RFN 005 340, raccordement van Vandières
RFN 005 341, raccordement van Pagny
Baudrecourt
RFN 005 345, raccordement van Herny
RFN 140 370, raccordement van Lucy
Réding
RFN 167 320, raccordement van Réding
Vendenheim
RFN 005 390, raccordement van Vendenheim
RFN 146 000, spoorlijn tussen Vendenheim en Wissembourg

## Tarieven
Er is geen volledige commerciële productintegratie tussen Duitsland en Frankrijk. De binnenlandse tariefstructuur is geldig voor binnenlandse reizen binnen zowel Duitsland als Frankrijk. Voor de internationale trajecten (zonder overstap) wordt zowel de Franse als Duitse tariefstructuur toegepast, afhankelijk van waar het vervoersbewijs wordt gekocht. Er ontstaat daarmee geen eigen tariefstructuur zoals bij Eurostar. De SNCF verkoopt aanbiedingen tussen Parijs en Duitsland onder de naam PREM's. Bij de Deutsche Bahn zijn goedkope Europa-Spezial naar Parijs te koop, met in sommige gevallen 25% korting op vertoon van een Bahncard-25 (Duitse kortingskaart), voor de rest zijn de tarief- en productvoorwaarden van beide aanbieders gelijk. Een voorbeeld van binnenlands tarievenbeleid met treintypes op "vreemd" grondgebied: geen verplichte zitplaatsreservering voor een TGV binnen Duitsland, maar wel voor een ICE binnen Frankrijk.

## Snelheidsrecord
Voordat de lijn vrijgegeven is voor de reguliere treindienstexploitatie zijn op 3 april 2007 testritten gereden om een snelheidsrecord te behalen. Met een aangepast ingekort TGV-treinstel is het nieuwe record van 574 km per uur gehaald.

## Stations
Langs de lijn zijn drie stations gebouwd:
- Station Champagne-Ardenne TGV bedient Reims, en het noorden van de Champagnestreek. Het station wordt ook bediend door treinen van TER Champagne-Ardenne vanuit het noorden van de streek. Daar het station niet in Reims zelf ligt, maar in het direct zuidelijk daarvan gelegen Bezannes, wordt het station tevens bediend door de tram van Reims.
- Station Meuse TGV bedient Bar-le-Duc en Verdun. Er bestaat geen spooraansluiting naar deze plaatsen, wel wordt een shuttlebus-dienst onderhouden naar beide plaatsen.
- Station Lorraine TGV bedient Nancy en Metz. Over de locatie van het station Lorraine TGV is een felle discussie geweest. Het huidige station is goed verbonden met de snelwegen, maar niet met het lokale spoorwegnetwerk. Er bestaan plannen voor de aanleg van een alternatief station, bij de kruising met de regionale hoofdspoorlijn Metz - Nancy. Hierdoor kunnen goede overstapmogelijkheden met de lokale treinen gecreëerd worden. Dit alternatieve station "Lorraine-Vandières TGV" is nog steeds in de planning. Bij de opening van het station Vandières zal het huidige station sluiten, omdat twee TGV-stations te veel is voor deze streek.

## Reistijd
Door de aanleg van de LGV-est zijn de reistijden op veel verbindingen in en naar het oosten flink bekort. Dit zijn de voornaamste wijzigingen:
- Paris – Reims: van 1h 35 naar 0h 45
- Paris – Sedan: van 2h 50 naar 2h 00
- Paris – Charleville-Mézières: van 2h 30 naar 1h35
- Paris – Nancy: van 2h 45 naar 1h 30
- Paris – Metz: van 2h 45 naar 1h 25
- Paris – Luxemburg: van 3h 55 naar 2h 05
- Paris – Bazel: van 4h 55 naar 3h 20
- Paris – Zürich: van 5h 50 naar 4h 35
- Paris – Frankfurt: van 6h 15 naar 3h 50
- Paris – Saarbrücken: van 4h 00 naar 1h 50
- Paris – Stuttgart: van 6h 10 naar 3h 40 (fase 1), 3h 10 (fase 2)
- Paris – Strasbourg: van 4h naar 2h 20 (fase 1), 1h 50 (fase 2)
- Luxembourg – Strasbourg: van 2h 10 naar 1h 25 (fase 2)

## Treindiensten
De SNCF en de Deutsche Bahn verzorgen het personenvervoer op dit traject met TGV- en ICE-treinen.
| Serie           | Treinsoort                         | Route | Bijzonderheden                                                                                |
| --------------- | ---------------------------------- | --- | --------------------------------------------------------------------------------------------- |
| TGV 2400        | TGV (SNCF)                         | Paris Est – Champagne-Ardenne TGV – Meuse TGV – Strasbourg-Ville |                                                                                               |
| TGV 2500        | TGV (SNCF)                         | Paris Est – Meuse TGV – Nancy-Ville – Épinal – [ Remiremont ] / [ Saint-Dié-des-Vosges ] | Een trein naar Remiremont / Saint-Dié-des-Vosges                                              |
| TGV 2600        | TGV (SNCF)                         | Paris Est – Metz-Ville |                                                                                               |
| TGV 2700        | TGV (SNCF)                         | Paris Est – Reims – Rethel – Charleville-Mézières – Sedan |                                                                                               |
| TGV 2820        | TGV (SNCF)                         | Paris Est – Metz-Ville – Thionville – Luxemburg |                                                                                               |
| TGV 5400        | TGV (SNCF)                         | Bordeaux-Saint-Jean – Angoulême – Poitiers – Saint-Pierre-des-Corps – Massy TGV – Marne-la-Vallée - Chessy – Aéroport Charles-de-Gaulle 2 TGV – Champagne-Ardenne TGV – Meuse TGV – Lorraine TGV – Strasbourg-Ville | Rijdt driemaal per dag. Twee treinen via Meuse TGV, een via Aéroport Charles-de-Gaulle 2 TGV. |
| TGV 5450        | TGV (SNCF)                         | [ Rennes – ] / [ Nantes – Angers-Saint-Laud – ] Le Mans – Massy TGV – Marne-la-Vallée - Chessy – Aéroport Charles-de-Gaulle 2 TGV – Champagne-Ardenne TGV – Lorraine TGV – Strasbourg-Ville | Twee treinen per dag.                                                                         |
| TGV 7680        | TGV (SNCF)                         | Paris Est – Champagne-Ardenne TGV – Nancy-Ville |                                                                                               |
| Ouigo 7690      | TGV (SNCF)                         | Paris Est – [ Metz-Ville ] / [ Lorraine TGV ] – Strasbourg-Ville | drie treinen per dag                                                                          |
| TGV 9560 ICE 82 | TGV / InterCityExpress (SNCF / DB) | Paris Est – Forbach – Saarbrücken Hbf – Kaiserslautern Hbf – Mannheim Hbf – Frankfurt (Main) Hbf | Rijdt eenmaal per vier uur. Per dag stopt er één trein in Forbach.                            |
| TGV 9570 ICE 83 | TGV (SNCF)                         | Paris Est – Strasbourg-Ville – Karlsruhe Hbf – Stuttgart Hbf – Ulm Hbf – Augsburg Hbf – München Hbf |                                                                                               |
| TGV 9800        | TGV (SNCF)                         | [ Luxemburg – Thionville – Metz-Ville – Strasbourg-Ville – Mulhouse-Ville – Belfort-Montbéliard TGV – Besançon Franche-Comté TGV – Dijon-Ville – Mâcon-Ville – ] / [ Brussel-Zuid – Lille-Europe – Arras – TGV Haute-Picardie – Aéroport Charles-de-Gaulle 2 TGV – [ Champagne-Ardenne TGV – Meuse TGV – Lorraine TGV – Strasbourg-Ville ] / [ Marne-la-Vallée - Chessy – [ Massy TGV – Le Mans – [ Laval – Rennes ] / [ Angers-Saint-Laud – Nantes ] ] / [ Creusot TGV – ] Lyon-Part-Dieu – [ Avignon TGV – Marseille Saint-Charles ] / [ Montpellier-Saint-Roch – Perpignan ] ] | Dagelijkse verbinding met Montpellier en Marseille. Perpignan - Brussel tweemaal per week.    |